# كأس التحدي الأوروبي 1998–99
كأس التحدي الأوروبي 1998–99 (بالإسبانية: European Challenge Cup 1998-99)‏ هو الموسم 3 من  كأس التحدي الأوروبي. أقيم خلال الفترة 19 سبتمبر 1998 وحتى 27 فبراير 1999، وبمشاركة  21 فريقاً، وفاز فيه ASM Clermont Auvergne ‏.